# Danaea
Danaea är ett släkte av kärlväxter. Danaea ingår i familjen Marattiaceae.

## Dottertaxa tillDanaea, i alfabetisk ordning[1]
- Danaea alata
- Danaea antillensis
- Danaea arbuscula
- Danaea betancurii
- Danaea carillensis
- Danaea cartilaginea
- Danaea chococola
- Danaea crispa
- Danaea danaepinna
- Danaea draco
- Danaea elliptica
- Danaea epiphytica
- Danaea humilis
- Danaea imbricata
- Danaea inaequilatera
- Danaea jenmanii
- Danaea kalevala
- Danaea leussinkiana
- Danaea lingua-cervina
- Danaea lucens
- Danaea mazeana
- Danaea moritziana
- Danaea nodosa
- Danaea oblanceolata
- Danaea paleacea
- Danaea plicata
- Danaea quebradensis
- Danaea riparia
- Danaea simplicifolia
- Danaea tenera
- Danaea trichomanoides
- Danaea trinitatensis
- Danaea tuomistoana
- Danaea ulei
- Danaea ushana
- Danaea wendlandii
- Danaea vivax
- Danaea wrightii
- Danaea xenium
- Danaea ypori
- Danaea zamiopsis